# Nishikan-ku
Nishikan-ku (西蒲区?) è uno degli otto quartieri amministrativi della città di Niigata, in Giappone.